# George Biskup
George Joseph Biskup (ur. 23 sierpnia 1911 w Cedar Rapids, zm. 17 października 1979 w Indianapolis) – amerykański duchowny rzymskokatolicki, biskup Des Moines i arcybiskup Indianapolis.

## Życiorys
Pochodził ze stanu Iowa. 19 marca 1937 w Rzymie otrzymał święcenia prezbiteratu i został kapłanem archidiecezji Dubuque.
9 marca 1957 papież Pius XII mianował go biskupem pomocniczym Dubuque oraz biskupem tytularnym hemeriańskim. 24 kwietnia 1957 w katedrze św. Rafała w Dubuque przyjął sakrę biskupią z rąk delegata apostolskiego w Stanach Zjednoczonych abpa Amleto Giovanniego Cicognaniego. Współkonsekratorami byli arcybiskup Dubuque Leo Binz oraz biskup Rockford Loras Thomas Lane.
Jako ojciec soborowy wziął udział w soborze watykańskim II. 30 stycznia 1965 papież Paweł VI mianował go biskupem Des Moines, a 20 lipca 1967 koadiutorem arcybiskupa Indianapolis oraz arcybiskupem tytularnym tamallumskim.
3 stycznia 1970, gdy jego poprzednik Paul Clarence Schulte odszedł na emeryturę, został arcybiskupem Indianapolis.
20 marca 1979 zrezygnował z katedry i kilka miesięcy później, 17 października 1979, zmarł w szpitalu św. Wincenta w Indianapolis. Pogrzeb odbył się 22 października 1979 w katedrze śś. Piotra i Pawła w Indianapolis.